# Phim anh hùng dân gian

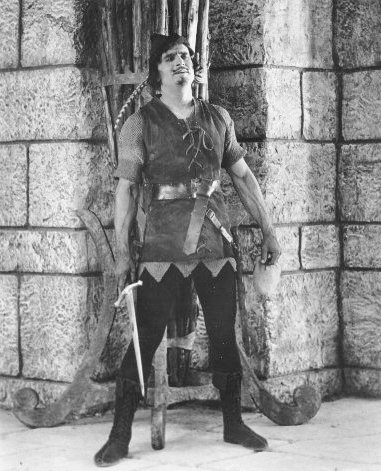
Douglas Fairbanks thủ vai Robin Hood năm 1922

Phim anh hùng dân gian (tiếng Anh:Swashbuckler films) là một nhánh của thể loại phim hành động, thường biểu hiện bởi cuộc đấu kiếm hay phiêu lưu của các nhân vật anh hùng (Swashbuckler), hay đặt bối cảnh ở vùng Tây Âu trong khoảng thời gian giữa thời kỳ hậu Phục Hưng và thời kỳ Khai sáng với những trang phục thích hợp mang nét xa hoa. Những sự kiện lịch sử có thật (từ thực dân và sự cướp bóc của người Mỹ, tiếp đó là nạn buôn bán nô lệ và trộm cắp, rồi đến Cuộc chiến Tôn giáo ở châu Âu, tăng dần đến Cách mạng Pháp và Các cuộc chiến tranh của Napoléon) thường thể hiện trong cốt truyện, luân lý thường rõ ràng: nhân vật anh hùng là chính nghĩa và thậm chí các phản diện còn có dấu hiệu của lòng danh dự (mặc dù không phải lúc nào cũng có trường hợp này). Thường có sự việc một thiếu nữ gặp nạn và một yếu tố lãng mạn.